# Birgit Hagen
Birgit Hagen, née le 6 juin 1957 à Grevenbroich (Allemagne de l'Ouest), est une ancienne joueuse de hockey sur gazon allemande. Elle est médaillée d'argent aux Jeux de 1984.

## Carrière
Birgit Hagen est détentrice d'une médaille d'argent olympique en 1984.

## Palmarès

### Jeux olympiques
- médaille d'argent du tournoi féminin en 1984 à Los Angeles,  États-Unis